# Voo Mexicana 940
O Voo Mexicana 940 era uma linha aérea internacional operada pela empresa Mexicana de Aviación e ligava a Cidade do México a Los Angeles, com escalas em Puerto Vallarta e Mazatlán. No dia 31 de março de 1986, o Boeing 727 prefixo XA-MEM Veracruz que operava essa linha explodiu em pleno ar matando todos os seus 167 ocupantes.

## Aeronave
A  Compañia Mexicana de Aviación iria adquirir seus 3 primeiros Boeing 727 em 1966. Ao entrar em serviço no ano seguinte, o 727 fez sucesso entre os passageiros, incentivando a Mexicana a ampliar a frota, que chegaria ao auge nos anos 1980, quando a empresa operou uma frota de 69 aeronaves (33 das quais adquiridas diretamente de fábrica) , sendo 18 série 100 e 51 série 200. Dessa maneira, a Mexicana se tornou um dos maiores operadores de Boeing 727 do mundo. Após 36 anos de operação, os últimos Boeing 727 da Mexicana foram aposentados.
A aeronave destruída no acidente era da série 200 e foi fabricada em 1981. Após realizar seu primeiro voo em abril do mesmo ano, foi incorporada a frota da Mexicana, recebendo o prefixo XA-MEM e seria batizada Veracruz, em honra da homônima cidade.

## Acidente
Na manhã de 31 de março de 1986, técnicos da Mexicana preparavam no aeroporto Benito Juarez o Boeing 727 prefixo XA-MEM, batizada Veracruz, que iria realizar o voo internacional 940 (Cidade do México-Los Angeles, com escala em Puerto Vallarta, Mazatlán). Após o embarque dos passageiros e a liberação do controle de manutenção, a aeronave foi autorizada a taxiar na pista. O Veracruz teve sua decolagem autorizada pela torre do aeroporto e decolou às 8h40 min. Transportando 159 passageiros e 8 tripulantes, a aeronave seguiu para o oeste, onde tencionaria realizar sua primeira escala na cidade de Puerto Vallarta.
Subitamente, por volta das 9h, uma explosão a bordo sacudiu o Veracruz, danificando dutos dos sistemas elétricos e hidráulicos. Com a aeronave perdendo altura e sofrendo um incêndio que lavrava o compartimento do trem de pouso principal, a tripulação declara estado de emergência e tenta retornar ao aeroporto Benito Juarez, que estava sendo preparado para recebê-la. A situação do Veracruz se tornava cada vez mais crítica, quando o incêndio incontrolável atingiu os tanques de combustível, causando uma segunda explosão que dividiu parcialmente a aeronave em duas partes. Descontrolado, o Veracruz foi perdendo altitude até se chocar contra a montanha El Carbón, na Sierra Madre Ocidental, às 9h11 min. O local da queda, cerca de 150 quilômetros a oeste da Cidade do México, era de difícil acesso.
Antes da chegada das equipes do exército e da Cruz Vermelha, 200 moradores da região saquearam os destroços, roubando inclusive até as roupas dos cadáveres. Após a chegada as autoridades, a área foi interditada e o recolhimento dos corpos e destroços foi iniciado.  Ao fim do dia, a caixa preta da aeronave foi recuperada intacta.
Após o acidente, dois grupos terroristas do Oriente Médio anunciaram que o desastre ocorrido com o voo 940 foi causado por uma bomba plantada na aeronave. As autoridades mexicanas negaram essa versão e as investigações apontaram que a explosão e posterior queda foram causadas por falhas de manutenção.

## Investigações
A investigação foi conduzida pelas autoridades mexicanas e recebeu apoio de autoridades americanas e da Boeing. No segundo dia de investigações, técnicos da Boeing e das autoridades de aviação mexicana identificaram que uma explosão seguida de descompressão explosiva havia ocorrido pouco antes da queda. Segundo as investigações, o acidente foi causado pelos seguintes fatores:
- Incorreta manutenção dos pneus do trem de pouso;
- Defeito no sistema de freios da aeronave, que causava superaquecimento nos mesmos;
Durante a preparação da aeronave para voos, os pneus dos trens de pouso foram vistoriados e preenchidos com ar comprimido ao invés de nitrogênio (que era recomendado pelo fabricante). Após ser liberada para o voo, a aeronave taxiou pela pista e iniciou a corrida para a decolagem enquanto que o sistema de freios funcionava com um defeito que causava o superaquecimento dos mesmos. Superaquecidos, os discos de freio danificaram os pneus e permitiram o vazamento do ar comprimido. Por conta das variações de temperatura e pressão que ocorrem durante o voo, um dos pneus do trem de pouso principal explodiu dentro do seu compartimento. A explosão danificou dutos vitais dos sistemas elétricos e hidráulicos além dos dutos de combustível do Boeing 727, causando um incêndio que destruiu todos os sistemas de controle da aeronave, fazendo que a mesma perdesse altitude rapidamente. Após alcançar os tanques de combustível, o incêndio causou uma segunda explosão que dividiu a aeronave em duas partes.

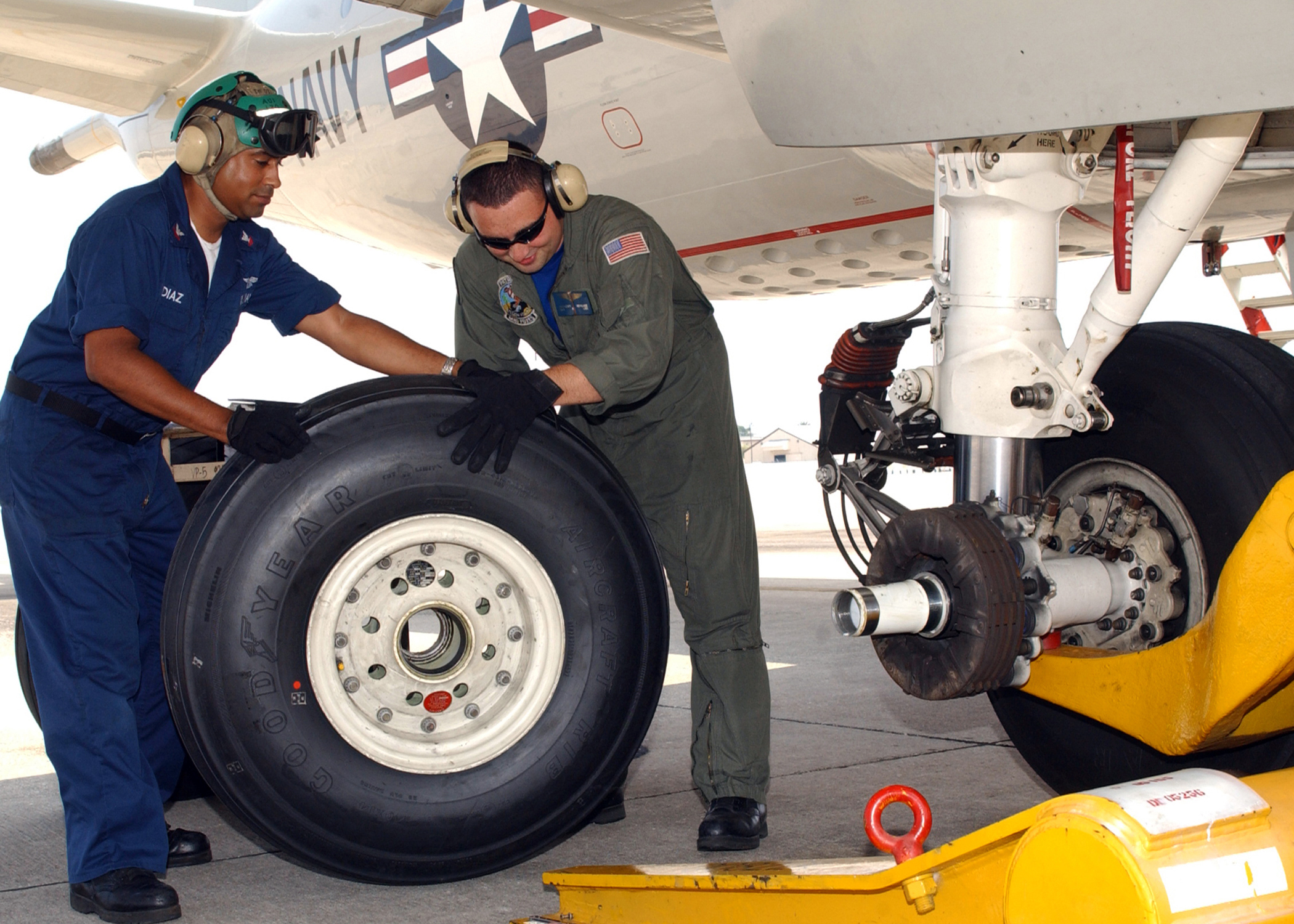
Desde 1987, todos os pneus dos trens de pouso principais das aeronaves são enchidos obrigatoriamente com nitrogênio.

## Consequências
O acidente causou grande comoção no México. O comandante da aeronave, Carlos Guadarrama Sixto, tinha 15 mil horas de voo e era considerado muito experiente. Sua esposa, aeromoça da Mexicana, também trabalhava no voo 940, tendo ambos perecido no acidente. A queda do Voo 940 é, até os dias atuais,o pior acidente aéreo da história do México.

## Nacionalidades
| Nacionalidade | Tripulação | Passageiros | Total | Sobreviventes |
| ------------- | ---------- | ----------- | ----- | ------------- |
| Mexicana      | 8          | 139         | 147   | 0             |
| Francesa      | 0          | 8           | 8     | 0             |
| Estadunidense | 0          | 6           | 6     | 0             |
| Sueca         | 0          | 4           | 4     | 0             |
| Canadense     | 0          | 2           | 2     | 0             |
| Total         | 8          | 159         | 167   | 0             |